# Hiromoto Susumu
Hiromoto Susumu (japanisch 広本 進; geboren 11. August 1897 in Gamagōri (Präfektur Aichi); gestorben 15. Oktober 1991 in Kyōto) war ein japanischer Maler der Nihonga-Richtung. Er ist u. a. bekannt für seine buddhistischen Themen in einem an Maruyama Ōkyo angelehnten Stil.

## Leben und Werk
Hiromoto Susumu studierte Malerei bei Kawamura Manshū (川村 曼舟; 1880–1942), der seinerseits bei Yamamoto Shunkyo studiert hatte, der die private Kunstschule „Gajuku Waseda-kai“ (画塾早苗会) leitete. Nachdem Yamamoto verstorben war, wurde Kawamura die zentrale Figur der Waseda-kai. Danach bildete sich Hiromoto an der „Städtischen Kunsthochschule Kyōto“ (京都市立絵画専門学校, Kyōto shiritsu kaiga semmon gakkō) weiter, wo er 1932 seinen Abschluss machte. Während der Zeit an der Hochschule gewann sein Bild „赤目の溪谷“ – „Die Schlucht von Akame“, mit dem er zum ersten Mal auf der „Teiten“-Ausstellung, es war im Jahr 1923 die 9., zugelassen wurde, einen Preis. Man wurde auf ihn aufmerksam, und so wurde das Bild im folgenden Jahr auf der (巴里日本美術展, Pari Nihon bijutsu-ten) ausgestellt. 1931 war sein Bild „Shunkei“ (春溪) – „Tal im Frühling“ auf der Ausstellung japanische Malerei 1931 in Berlin und anschließend in Düsseldorf zu sehen. Im selben Jahr wurde sein Bild „Seisetsu hakuteijō“ (霽雪白帝城) – „Festung des Hakutei im dichten Schnee“ auf Ausstellungen japanischer Kunst in Toledo gezeigt, dann in Bangkok „Mikawa-wan“ (三河湾) – „Mikawa-Bucht“, ein Bild der Mikawa-Bucht. Auf der 11. „Teiten“ 1936 zeigte er „Koochidani“ (香落峡), das Bild eines Passes in den Bergen zwischen den Präfekturen Mie und Nara.
Nach dem Zweiten Weltkrieg betätigte sich Hiromoto als Vorsitzender des Kyōto-Zweiges des wiedererstandenen Nihon Bijutsuin und stellte dort auch aus. 1970 wurde er mit dem Bild „Yūsi“ (有声) – „Stimmhaft“ mit dem Förderpreis des Kultusministers (文部大臣奨励賞) ausgezeichnet. 1975 bemalte er zwei große Wände eines Gebäudes des Tempels Enryaku-ji zum Thema „Anryaku gyōhin“ (安楽行品) – etwa „Dinge auf dem Weg ins Paradies“. 1983 erhielt er den Preis der „Gesellschaft für Kunst und Kultur Kyōtos“ (京都市芸術文化協会, Kyōto-shi geijutsu bunka kyōkai). Bis 1991 erhielt er für „Nezame no toko“ (寝覚の床) und andere Werke viermal hintereinander den Preis des Ministerpräsidenten (内閣総理大臣賞, Naikaku Sōridaijin shō).